# Sherburne F. Cook
Sherburne Friend Cook (Massachusetts, 31 de diciembre de 1896 - Monterrey (California), 7 de noviembre de 1974) fue un fisiólogo de profesión que trabajó como profesor y presidente del departamento de fisiología en la Universidad de California en Berkeley. También fue un destacado pionero en estudios de población de los pueblos originarios de América del Norte y Mesoamérica y en los métodos de análisis de campo y análisis cuantitativo en la arqueología .
Cook estudió en la Universidad Harvard y sirvió en Francia durante la Primera Guerra Mundial. Completó su tesis doctoral, The Toxicity of the Heavy Metals in Relation to Respiration, en 1925. Enseñó fisiología en Berkeley desde 1928 hasta su jubilación en 1966, tiempo durante el cual obtuvo una Beca Guggenheim en 1938. Cook volvió en distintas ocasiones sobre los problemas relativos a la estimación de las poblaciones precolombinas en California, México y otras regiones, y para fijar las razones de su posterior declive. Los resultados de sus trabajos a menudo han ofrecido cifras más elevadas para las poblaciones precolombinas que las estimadas por otros especialistas con anterioridad, razón por la que su obra no ha escapado a la crítica y a la controversia (por ejemplo, William Michael Mathes, 2005).

## Obras escogidas
- The Extent and Significance of Disease among the Indians of Baja California. 1935. Ibero-Americana No. 12. Universidad de California, Berkeley. (en inglés)
- The Population of Central Mexico in the Sixteenth Century. 1948. Ibero-Americana No. 31. Universidad de California, Berkeley. (en inglés)
- Essays in Population History. 1971-1979. 3 vols. Universidad de California, Berkeley. (junto con Woodrow Borah) (en inglés)
- The Conflict between the California Indians and White Civilization. 1976. Universidad de California, Berkeley. (Reimpresión de seis estudios originales publicados en Ibero-Americana, 1940-1943) (en inglés)
- The Population of the California Indians, 1769-1970. 1976. Universidad de California, Berkeley. (en inglés)